# Xylocarpus rumphii
Xylocarpus rumphii är en tvåhjärtbladig växtart som först beskrevs av Vincenz Franz Kosteletzky, och fick sitt nu gällande namn av Mabberley. Xylocarpus rumphii ingår i släktet Xylocarpus och familjen Meliaceae. Inga underarter finns listade i Catalogue of Life.